# فيكتور فون كاربن
فيكتور فون كاربن، أو فيكتور كاربن (1422–1515) كان حاخامًا يهوديًا ألمانيًا في كولونيا اعتنق الكاثوليكية وأصبح فيما بعد كاهنًا. وسعى إلى إظهار حماسته لدينه الجديد من خلال الكتابة ضد اليهود أتباع دينه السابقين.
كان كاربن متورطًا في قضية بفيفيركورن وكان أحد المفوضين الإمبراطوريين الأربعة المعينين لفحص الكتب اليهودية بحثًا عن التجديف ضد المسيحية، وكان الآخرون هم يوهانس بفيفيركورن ويوهان رويشلين وجاكوب فان هوكستراتن. وقد وصف عمله Judenbüchlein، الذي نُشر في كولونيا في عام 1508 أو 1509، ظروف وعادات اليهود بهدف مساعدتهم في التحول إلى المسيحية. دخل في جدال مع اليهود المتعلمين أمام رئيس أساقفة كولونيا في بون، ونجح في طرد اليهود من برول، ودويتس، ومدن أخرى في أبرشية كولونيا. وكتب إلى رئيس الأساقفة، مهنئًا إياه على "إزالة الأعشاب الضارة من أسقفيته وتخليصها من اليهود"، رغم أنه حاول إقناع المسيحيين بأن إساءة معاملة اليهود لن تساعد في تحولهم.
في كتاباته، يؤكد كاربن مرارًا وتكرارًا أنه ليس من الحكمة أن يدخل المسيحيون في جدال ديني مع اليهود، حيث يتعلم اليهود منذ الطفولة كيفية الحفاظ على إيمانهم. كان اهتمامه الرئيسي هو تبرئة نفسه من تهمة الارتداد من أجل منافع دنيوية؛ وفي ضوء هذا، فقد أثنى على اليهود دون مقابل عندما أكد أنهم، من بين جميع شعوب الأرض، هم الأصعب في التحول، حيث أن تمسكهم بشريعتهم قوي لدرجة أن الثروة أو الخوف من الاضطهاد لا يمكن أن يدفعهم إلى التخلي عن إيمانهم.
في شيخوخته أصبح كاربن كاهنًا؛ وبعد وفاته نُقش النص التذكاري التالي على باب كنيسة سانت أورسول في كولونيا : "فيكتور، الذي كان يهوديًا سابقًا، كتب في عام 1509 أربعة أعمال ضد أخطاء اليهود".